# Gottlieb von Haeseler
Gottlieb Ferdinand Albert Alexis Graf von Haeseler (ur. 19 stycznia 1836 w Poczdamie, zm. 25 października 1919 w Harniecop) – marszałek polny (niem. Generalfeldmarschall) Armii Cesarstwa Niemieckiego, uczestnik wojny francusko-pruskiej.

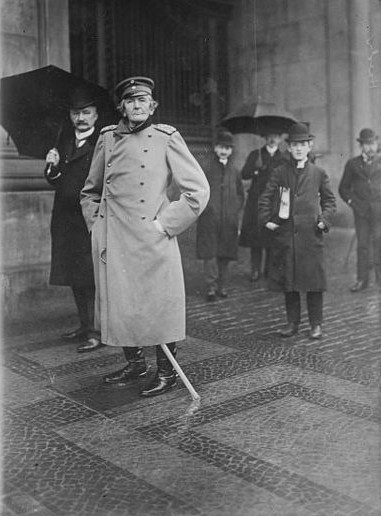
Marszałek Gottlieb von Haeseler około 1914 roku

## Życiorys
W 1853 roku rozpoczął służbę w Armii Pruskiej w 3 Pułku Huzarów, w którym awansował do stopnia podporucznika (niem. Leutnant). W trakcie wojny duńskiej, w stopniu porucznika (niem. Oberleutnant), pełnił funkcję adiutanta księcia Fryderyka Karola, służąc jednocześnie w sztabie III Korpusu Armijnego. Uczestniczył między innymi w oblężeniu twierdzy na wyspie Als. Po zakończeniu wojny i awansie na stopień kapitana (niem. Haauptmann), został przydzielony do Sztabu Generalnego. Podczas wojny prusko-austriackiej walczył pod Sadową w szeregach I Korpusu Armijnego. Następnie dowodził szwadronem w 15 Pułku Huzarów, a po awansie na majora powrócił do Sztabu Generalnego. Odpowiadał między innymi za koordynację mobilizacji przed rozpoczęciem wojny francusko-pruskiej. W trakcie konfliktu ponownie znalazł się w sztabie księcia Fryderyka Karola i razem z jednostkami III Korpusu uczestniczył w oblężeniu twierdzy Metz. Za zasługi podczas wojny został odznaczony między innymi najwyższym odznaczeniem wojskowym Królestwa Prus- Orderm Pour le Mérite. W 1872 roku został kwatermistrzem w sztabie generała Edwina von Manteuffela, a dwa lata później objął dowództwo nad 11 Pułkiem Ułanów. W 1879 roku, w stopniu pułkownika (niem. Oberst), został szefem Departamentu Historii Wojskowości w Sztabie Generalnym. Po awansie na generała majora (niem. Generalmajor) w 1881 roku, dowodził kolejno 12. i 31. Brygadą Kawalerii. W 1888 roku awansował na stopień generała porucznika (niem. Generalleutanat) i został dowódcą 6. Dywizji Kawalerii, ale już niecały rok później tymczasowo objął funkcję głównego kwatermistrza w Sztabie Generalnym. W sierpniu 1889 roku, po awansie na generała kawalerii (niem. General der Cavalerie) został dowódcą nowoutworzonego XVI Korpusu Armijnego w Metz. Na tym stanowisku awansował na stopień generała pułkownika (niem. Generaloberst). W 1903 roku, z powodu wieku, przeszedł w stan spoczynku. Będąc na emeryturze, w 1905 roku, został podniesiony przez cesarza Wilhelma II do rangi marszałka polnego. W trakcie I wojny światowej został doradcą gen. Bruno von Mudra, dowódcy XVI Korpusu. Od 1899 roku był szefem 11. Pułku Ułanów.

## Odznaczenia
Odznaczenia feldmarszałka von Haeselera to między innymi:
- Order Orła Czarnego na łańcuchu
- Krzyż Wielki Orderu Orła Czerwonego z mieczami na pierścieniu
- Order Królewski Korony I klasy z mieczami na pierścieniu
- Order Pour le Mérite
- Order Orła Czerwonego IV klasy z mieczami na pierścieniu
- Order Królewski Korony III klasy
- Krzyż Żelazny I klasy
- Order Bertholda I (Badenia)
- Krzyż Wielki Orderu Zasługi Wojskowej (Bawaria)
- Komandor II klasy Orderu Henryka Lwa z mieczami (Brunszwik)
- Kawaler Orderu Gwelfów (Hanower)
- Komandor II klasy Orderu Zasługi Filipa Wspaniałomyślnego z mieczami (Hesja)
- Krzyż Zasługi Wojskowej I klasy (Meklemburgia)
- Krzyż Wielki Orderu Alberta ze złotą gwiazdą (Saksonia)
- Komandor II klasy Orderu Alberta z dekoracją wojenną (Saksonia)
- Komandor Orderu Sokoła Białego (Saksonia)
- Medal Zasługi Wojskowej (Schaumburg-Lippe)
- Krzyż Wielki Orderu Fryderyka (Wirtembergia)
- Kawaler Krzyża Wielkiego Orderu Świętych Maurycego i Łazarza (Włochy)
- Komandor Orderu Leopolda (Austro-Węgry)
- Kawaler Orderu Korony Żelaznej III klasy z dekoracją wojenną (Austro-Węgry)